# باشگاه فوتبال لایپزیگ
راسن بالسپورت لایپزیگ ئی. وی. (به آلمانی: RasenBallsport Leipzig e.V.) یک باشگاه فوتبال آلمانی در لایپزیگ، زاکسن است که به صورت رایج با نام آر. بی. لایپزیگ (به انگلیسی: RB Leipzig) شناخته می‌شود. این باشگاه توسط ردبول، شرکت تولیدکنندهٔ نوشابه انرژی‌زا تأسیس شده‌است. آر. بی. لایپزیگ حرکت خود را از قهرمانی لیگ دسته پنجم آلمان در سال ۲۰۰۹ آغاز کرد و در فصل ۱۴–۲۰۱۳ با نایب قهرمانی در لیگا ۳ به بوندس‌لیگا ۲ راه یافت و سرانجام در فصل ۱۶–۲۰۱۵ با کسب ردهٔ دوم بوندس‌لیگا ۲ به بوندس‌لیگا راه یافت.
آر. بی. لایپزیگ یکی از چهار باشگاه شرکت رد بول است که شامل باشگاه فوتبال ردبول سالزبورگ، نیویورک رد بولز و ردبول برزیل است. برخلاف باشگاه‌های قبلی قوانین فدراسیون فوتبال آلمان این اجازه را به این باشگاه نداد که از نام رد بول در اسم باشگاه استفاده شود.
این تیم با دو قهرمانی پیاپی در جام حذفی آلمان در سال های ۲۰۲۱ - ۲۲ و ۲۰۲۲ - ۲۳ در حال تبدیل شدن به غول فوتبال آلمان هست.
این تیم در سال ۲۰۱۶ به بوندس‌لیگا صعود کرد از دید بسیاری از افراد این تیم به دلیل حامیان مالی خود و محبوبیت نوشیدنی رد بول و همین‌طور بازی‌های زیبا و درخشان، دارای طرفداران بسیاری در سراسر جهان است.
لایپزیگ با کسب مقام دوم بوندس‌لیگا در سال ۲۰۱۷ توانست به لیگ قهرمانان اروپا ۱۸–۲۰۱۷ راه‌یابد.
لایپزیگ با کسب مقام سوم بوندس‌لیگا در سال ۲۰۱۹ توانست به لیگ قهرمانان اروپا ۲۰–۲۰۱۹ راه‌یابد و توانست از گروهش بالا آمد و با شکست تاتنهام و اتلتیکومادرید در یک‌هشتم و یک چهارم نهایی به نیمه نهایی رسید و حریف پاری سن ژرمن شد. اگر چه این تیم در دیدار نیمه نهایی با نتیجه سه بر صفر مغلوب تیم پاریسی شد و از راهیابی به فینال بازماند.

## تاریخچه

### پیش زمینه
شرکت رد بول قبل از سرمایه‌گذاری در لایپزیگ، به همراه دیتریش ماتسیتس حدود سه سال و نیم را برای یافتن محل مناسب برای سرمایه‌گذاری در فوتبال آلمان جستجو کرد. علاوه بر لایپزیگ، این شرکت همچنین مکان‌هایی را مانند هامبورگ، مونیخ و دوسلدورف را کاوش کرده‌است.
این شرکت اولین تلاش خود را برای ورود به صحنه فوتبال آلمان در سال ۲۰۰۶ انجام داد. این شرکت به توصیه فرانتس بکن‌باوئر که یکی از دوستان شخصی دیتریش ماتسیتس بود، تصمیم به سرمایه‌گذاری در لایپزیگ گرفت. باشگاه محلی فوتبال باشگاه فوتبال زاکسن لایپزیگ در این منطقه وجود داشت که سالها در مشکلات مالی بود. شرکت رد بول قصد داشت تا ۵۰ میلیون یورو در این باشگاه سرمایه‌گذاری کند و حق کامل تغییر نام و تغییر رنگ پیراهن تیم را بر عهده بگیرد. مایکل کالمل تهیه‌کننده فیلم سینمایی در آلمان اسپانسر باشگاه فوتبال زاکسن لایپزیگ بود که طبق توافقات قرار شد این تیم به شرکت ردبول واگذار گردد. این تیم تا سال ۲۰۰۶ در لیگ دسته چهارم آلمان بود. تمام مراحل اخذ مجوز برای این باشگاه در حال انجام بود اما اتحادیه فوتبال آلمان به دلیل نفوذ بالای شرکت ردبول این سرمایه‌گذاری را به‌طور کامل رد کرد. این رد کردن باعث شد طرفداران فوتبال در لایپزیگ اعتراضاتی را به فدراسیون فوتبال آلمان انجام دهند.
شرکت ردبول اما به هدف خود ادامه داد و اینبار با باشگاه فوتبال سن پائولی تماس گرفت. زمانی که مشخص شد فعالیت‌های شرکت ردبول در این باشگاه قرار است بیشتر از فقط یک حمایت مالی ساده شود امضای قرار داد به‌طور کامل خاتمه یافت. پس از رد شدن این قرارداد شرکت ردبول با باشگاه فوتبال مونیخ ۱۸۶۰ تماس حاصل کرد که این باشگاه اصلاً علاقه ای به حضور یک سرمایه‌گذار نداشتند.
در سال ۲۰۰۷ شرکت ردبول با باشگاه فوتبال فورتونا دوسلدورف تماس حاصل کرد و قرار شد بیش از ۵۰ درصد سهام این باشگاه توسط شرکت ردبول خریداری شود. اما پس از اینکه مشخص شد این شرکت قصد دارد اسم باشگاه را به ردبول دوسلدورف تغییر دهد، طرفداران باشگاه با اعتراضات شدید مانع از انجام این قرارداد شدند.
پس از وقایعی که در سرمایه‌گذاری روی یک باشگاه قدیمی رخ داد شرکت ردبول تصمیم به تأسیس یک باشگاه جدید را گرفت و شهر لایپزیگ مناسب‌ترین شهر برای این سرمایه‌گذاری بود. این شهر دارای سابقه ای بسیار غنی در فوتبال بود اما هم‌اکنون در رده‌های اصلی لیگ آلمان جایی نداشت. لایپزیگ حدود ۵۰۰۰۰۰ نفر جمعیت داشت؛ بنابراین، این شهر از قدرت اقتصادی و پتانسیل قابل توجهی برخوردار بود. در عین حال هیچ باشگاهی در رده بوندسلیگا در منطقه وسیعی از شهرهای آن منطقه وجود نداشت که این امر امکان جذب حامیان مالی و هواداران را بیشتر تقویت می‌کرد. همچنین این شهر دارای زیرساخت‌های لازم برای تأسیس یک باشگاه از جمله وجود ورزشگاه فوتبال مدرن و پیشرفته و فرودگاه برای رفت آمد به شهرها و کشورهای دیگر نیز بود.

### تأسیس
راسن بالسپورت لایپزیگ ئی.وی. در ۱۹ می ۲۰۰۹ به‌طور رسمی تأسیس شد. این شرکت دارای هفت نفر هیئت مؤسس بود که هر هفت نفر از کارمندان و مدیران درجه بالای شرکت ردبول بودند. از این هفت نفر آندریاس سدلو به عنوان مدیرعامل این باشگاه انتخاب گردید و یواخیم گروگ مدیر ورزشی این تیم شد. باشگاه لایپزیگ پس از ردبول زالتسبورگ در اتریش، نیویورک رد بولز در ایالات متحده، ردبول برازیل در برزیل و ردبول غنا در کشور غنا، پنجمین سرمایه‌گذاری شرکت ردبول در ورزش فوتبال بود. نام این باشگاه راسن بالسپورت (به معنی ورزش چمنی) بود که به دلیل حروف R و B که در حروف این کلمات قرار دارد به نوعی نماید گر شرکت ردبول نیز می‌شود.

## رنگ پیراهن و پرچم
از ابتدا تعیین شد که رنگ اصلی تیم آر.بی. لایپزیگ به رنگ‌های سفید و قرمز که رنگ‌های سنتی سرمایه‌گذاری‌های سابق شرکت ردبول در ورزش بود، باشد. در ابتدا تمامی پیشنهادهایی که بابت پرچم از سوی این باشگاه به فدراسیون فوتبال آلمان داده شد به‌طور کامل رد شد چون به نحوی به وضوح نمایانگر شرکت ردبول بودند. حتی این تیم در اولین فصل حضورش در سال ۲۰۰۹ در لیگ دسته پنجم آلمان بدون پرچم بازی کرد. سرانجام در سال ۲۰۱۰ پیشنهاد این باشگاه بابت پرچم این تیم مورد تأیید فدراسیون فوتبال آلمان قرار گرفت. این پرچم شامل دو گاو نر قرمز که چند خطوطی به صورت ضربه به آن اضافه شده‌است. این پرچم تا سال ۲۰۱۴ برای این باشگاه استفاده شد اما در سال ۲۰۱۵ برای اولین حضور لایپزیگ در بوندسلیگا استفاده از این پرچم به دلیل شباهت به پرچم تیم ردبول زالتسبورگ رد شد. این باشگاه مجدد مجبور به طراحی پرچم شد اما پرچم تفاوت آنچنانی به پرچم قبلی نداشت فقط یک توپ فوتبال بین دو گاو نر قرار گرفت و از برجستگی روی بدن گاوها کمتر شد. این پرچم از سال ۲۰۱۵ تاکنون برای تیم لایپزیگ در حال استفاده است.

## استادیوم

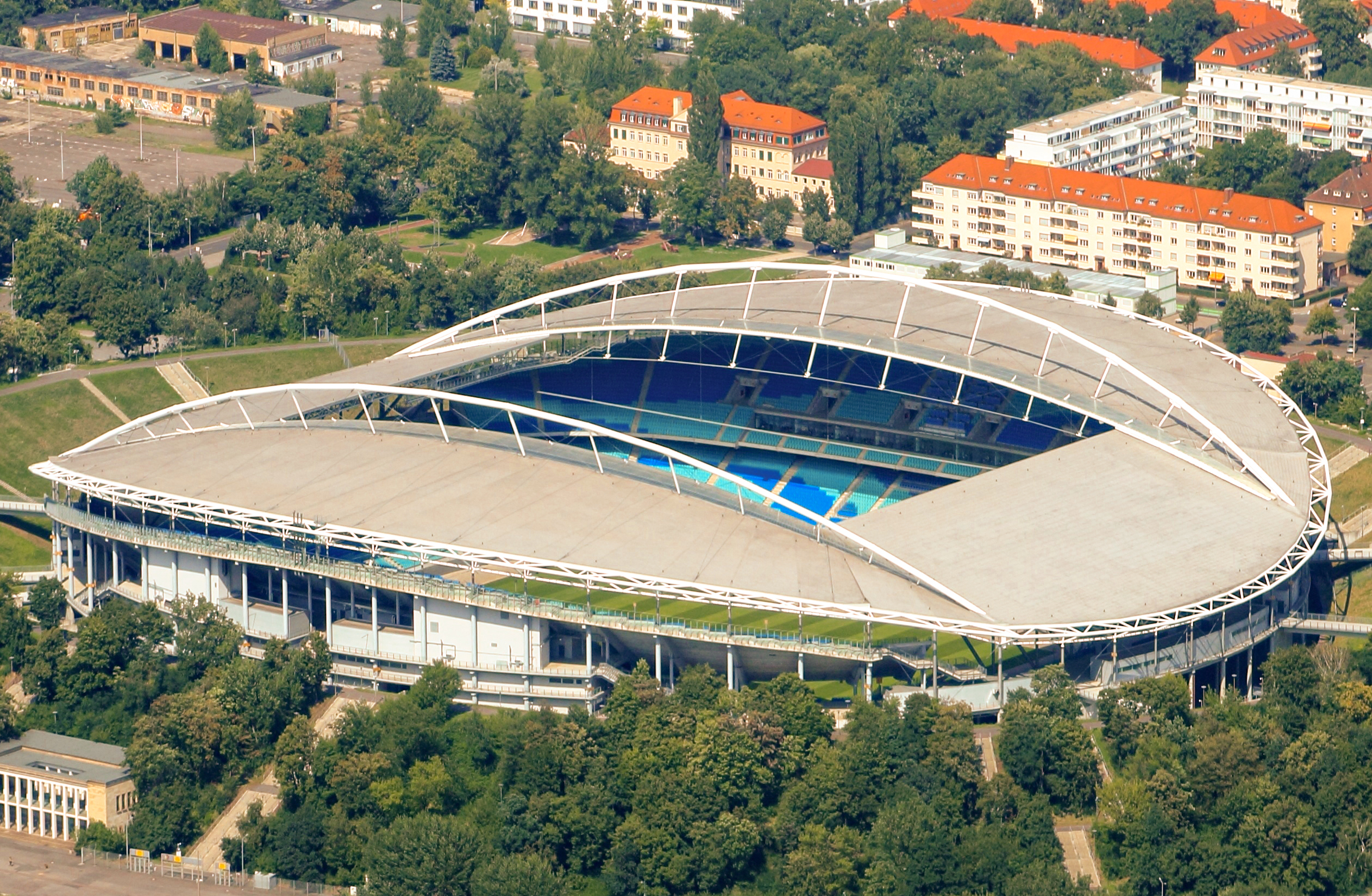
ردبول آرنا

آر.بی. لایپزیگ فصل افتتاحیه خود را در سال ۲۰۰۹–۱۰ در استادیوم ام باد در مارکرانشتد انجام داد. این استادیوم ۵۰۰۰ صندلی را در اختیار داشت و زمین اختصاصی تیم محلی مارکرانشتد بود. با این حال، برنامه‌های لایپزیگ این بود که تیم پس از صعود به مراحل بالاتر، به سرعت در سال ۲۰۱۰ به استادیوم با ظرفیت بیشتر در زنترال استادیوم منتقل شود. پس از انتقال استادیوم این تیم به زنترال استادیوم نام این ورزشگاه با نام ردبول آرنا تغییر پیدا کرد. اولین مسابقه در این ورزشگاه تحت نام ردبول آرنا در ۲۴ ژوئیه ۲۰۱۰ و در یک بازی دوستانه بین تیم آر.بی. لایپزیگ در مقابل شالکه ۰۴ در حضور ۲۱٫۵۶۶ تماشاگر برگزار شد.
ردبول آرنا در طول فصل ۲۰۱۴–۱۵ دارای ظرفیت ۴۴۳۴۵ صندلی بود. در مارس ۲۰۱۵، آر.بی. لایپزیگ اعلام کرد که قصد دارد ۵ میلیون یورو را برای توسعه مجدد این ورزشگاه سرمایه‌گذاری کند، از جمله گسترش جایگاه ویژه، جایگاه خبرنگاران و جایگاه فضای صندلی چرخدار ویژه معلولین در این استادیوم می‌باشد. , این توسعه همچنین شامل دو صفحه اسکوربورد بزرگتر و امکانات پخش صدا و تصویر جدید است. جایگاه ویژه ردبول آرنا از ۷۰۰ صندلی به حدود ۱۴۰۰ صندلی گسترش یافت. به دلیل توسعه مجدد مناطق مختلف استادیوم، ظرفیت ردبول آرنا قبل از فصل ۲۰۱۵–۱۶ به ۴۲۹۵۹ صندلی کاهش یافت.
تمامی جایگاه‌های تعبیه شده برای تماشاگران شامل جایگاه‌های صندلی است و فضایی برای تماشاگران جهت ایستادن وجود ندارد. هواداران تیم میزبان در جایگاه B و هواداران تیم مهمان در جایگاه A حضور دارند.

### میانگین تماشاگران خانگی
| فصل     | میانگین تماشاگر |
| ------- | --------------- |
| ۲۰۰۹–۱۰ | ۲٬۱۵۰           |
| ۲۰۱۰–۱۱ | ۴٬۲۰۶           |
| ۲۰۱۱–۱۲ | ۷٬۴۰۱           |
| ۲۰۱۲–۱۳ | ۷٬۵۶۳           |
| ۲۰۱۳–۱۴ | ۱۶٬۷۳۴          |
| ۲۰۱۴–۱۵ | ۲۵٬۰۲۵          |
| 2015–16 | 29,441          |
| 2016–17 | 41,454          |
| ۱۸–۲۰۱۷ | 39,397          |
| ۱۹–۲۰۱۸ | 38,380          |

### توسعه در آینده
در سال ۲۰۱۵ اعلام شد که باشگاه قصد دارد تا تعداد ظرفیت صندلی‌های ورزشگاه خود را به ۵۵۰۰۰ نفر برساند. این توسعه باعث می‌شود که این ورزشگاه تبدیل به یکی از ۱۰ ورزشگاه بزرگ در کشور آلمان شود. انجام این توسعه در صورتی امکان‌پذیر است که به‌طور کامل استادیوم ردبول آرنا توسط شرکت ردبول خریداری شود. اما با توجه به سوددهی بالایی که این استادیوم برای مالک کنونی آن دارد. این تغییر بعید به نظر می‌رسد. اما در سال ۲۰۱۶ باشگاه به مایکل کالمل، مالک فعلی ردبول آرنا به توافق جهت توسعه تعداد صندلی‌های ورزشگاه تا سال ۲۰۲۱ رسید.

## خیریه
در سال ۲۰۲۰ در دنیاگیری کووید-۱۹ تیم فوتبال لایپزیگ به همراه تیم‌های بروسیا دورتموند و بایرن مونیخ مبلغ ۲۰ میلیون یورو به مناطق درگیر این بیماری اهدا کردند.

## بازیکنان

### بازیکنان
| شماره |                     | پست       | بازیکن                    |
| ----- | ------------------- | --------- | ------------------------- |
| 1     | مجارستان            | دروازه‌بان | پیتر گولاچی (کاپیتان)     |
| 2     | فرانسه              | مدافع     | حسین محمدی ۱۱ سال         |
| 3     | اسپانیا             | مدافع     | آنخلینیو                  |
| 4     | مجارستان            | مدافع     | ویلی اوربان (کاپیتان دوم) |
| 8     | مالی                | هافبک     | آمادو آیدارا              |
| 9     | دانمارک             | مهاجم     | یوسف پولسن (کاپیتان سوم)  |
| 10    | سوئد                | هافبک     | امیل فورسبرگ              |
| 13    | آلمان               | دروازه‌بان | فلیپ تشاونر               |
| 14    | ایالات متحده آمریکا | هافبک     | تایلر آدامز               |
| 16    | آلمان               | مدافع     | لوکاس کلوسترمن            |
| 21    | هلند                | مهاجم     | برایان بروبی              |

| شماره |         | پست       | بازیکن                    |
| ----- | ------- | --------- | ------------------------- |
| 23    | آلمان   | مدافع     | مارسل هالستنبرگ           |
| 25    | اسپانیا | هافبک     | دنی اولمو                 |
| 26    | گینه    | هافبک     | ایلاکس موریبا             |
| 27    | اتریش   | هافبک     | کونارد لیمر               |
| 31    | اسپانیا | دروازه‌بان | یوسیپ مارتینز             |
| 32    | کرواسی  | مدافع     | یوشکو گواردیول            |
| 33    | پرتغال  | مهاجم     | آندره سیلوا               |
| 37    | آلمان   | هافبک     | سیدنی رایبیگر             |
| 39    | آلمان   | مدافع     | بنیامین هنریکس            |
| 43    | اروگوئه | مدافع     | مارسلو ساراچی             |
| 44    | اسلوونی | هافبک     | کوین کمپل (کاپیتان چهارم) |
| 47    | آلمان   | هافبک     | یاسچا ووش                 |

### بازیکنان قرض داده شده
| شماره |       | پست       | بازیکن                                             |
| ----- | ----- | --------- | -------------------------------------------------- |
|       | سوئیس | دروازه‌بان | یوون امووگو (در پی‌اس‌وی آیندهوون قرضی تا ژوئن ۲۰۲۲) |
|       | آلمان | مهاجم     | دنیس بروکوفسکی (در نورنبرگ قرضی تا ژوئن ۲۰۲۲)      |
|       | آلمان | مهاجم     | فابریس هارتمن (در پادربورن قرضی تا ژوئن ۲۰۲۲)      |

| شماره |           | پست   | بازیکن                                                |
| ----- | --------- | ----- | ----------------------------------------------------- |
|       | کره جنوبی | مهاجم | هانگ هی چان (در ولورهمپتون واندررز قرضی تا ژوئن ۲۰۲۲) |
|       | انگلستان  | مهاجم | آدمولا لوکمن (در لستر سیتی قرضی تا ژوئن ۲۰۲۲)         |
|       | نروژ      | مهاجم | الکساندر سورلوث (در رئال سوسیداد قرضی تا ژوئن ۲۰۲۲)   |

### بیشترین تعداد بازی
| نام             | ملیت     | پست      | دوران حضور | Apps |
| --------------- | -------- | -------- | ---------- | ---- |
| یوسف پولسن      | دانمارک  | مهاجم    | ۲۰۱۳–      | ۱۸۷  |
| دیگو دمه        | آلمان    | هافبک    | ۲۰۱۴–      | ۱۶۲  |
| دومنیک کیسر     | آلمان    | هافبک    | ۲۰۱۲–۲۰۱۸  | ۱۳۲  |
| امیل فورسبرگ    | سوئد     | هافبک    | ۲۰۱۴–      | ۱۱۷  |
| مارسل زابیتسر   | اتریش    | مهاجم    | ۲۰۱۴–      | ۱۱۶  |
| پیتر گولاچی     | مجارستان | دروازبان | ۲۰۱۵–      | ۱۱۳  |
| ویلی اوربان     | مجارستان | مدافع    | ۲۰۱۵–      | ۱۱۱  |
| اشتفان ایلزانکر | اتریش    | هافبک    | ۲۰۱۵–      | ۹۹   |
| لوکاس کلوسترمن  | آلمان    | مدافع    | ۲۰۱۴–      | ۹۸   |
| مارسل هالستنبرگ | آلمان    | مدافع    | ۲۰۱۵–      | ۹۷   |
| تیمو ورنر       | آلمان    | مهاجم    | ۲۰۱۶–      | ۹۳   |
| آنتونی یونگ     | آلمان    | مدافع    | ۲۰۱۳–۱۶    | ۷۸   |
| ماروین کامپر    | آلمان    | هافبک    | ۲۰۱۴–۱۸    | ۷۷   |
| فابیو کولتورتی  | سوئیس    | دروازبان | ۲۰۱۲–۱۸    | ۶۴   |

### کاپیتان‌ها
| کاپیتان     | ملیت     | سال     | پاینویس |
| ----------- | -------- | ------- | ------- |
| اینگو هرتش  | آلمان    | 2009–10 | [ ۵۶ ]  |
| تیم سباستین | آلمان    | 2010–11 | [ ۵۶ ]  |
| دنیل فران   | آلمان    | 2011–15 | [ ۵۷ ]  |
| دومنیک کیسر | آلمان    | 2015–17 | [ ۵۸ ]  |
| ویلی اوربان | مجارستان | 2017–   | [ ۵۹ ]  |

## تاریخچه مربیان
| No. | سرمربی           | ملیت                | از            | تا            | تعداد روز | پاینویس       |
| --- | ---------------- | ------------------- | ------------- | ------------- | --------- | ------------- |
| 1   | تینو ووگل        | آلمان               | ۱ ژوئیه ۲۰۰۹  | ۳۰ می ۲۰۱۰    | 333       | [ ۶۰ ]        |
| 2   | توماس اورال      | آلمان               | ۱ ژوئیه ۲۰۱۰  | ۳۰ ژوئن ۲۰۱۱  | 364       | [ ۶۰ ]        |
| 3   | پیتر پاکولت      | اتریش               | ۱ ژوئیه ۲۰۱۱  | ۳۰ ژوئن ۲۰۱۲  | 365       | [ ۶۰ ]        |
| 4   | الکساندر زورنیگر | آلمان               | ۱ ژوئیه ۲۰۱۲  | ۱۰ فوریه ۲۰۱۵ | 954       | [ ۶۰ ]        |
| 5   | آچیم بیرلرزر     | آلمان               | ۱۱ فوریه ۲۰۱۵ | ۳۰ ژوئن ۲۰۱۵  | 139       | [ ۶۰ ]        |
| 6   | رالف رانگنیک     | آلمان               | ۱ ژوئیه ۲۰۱۵  | ۳۰ ژوئن ۲۰۱۶  | 365       | [ ۶۰ ]        |
| 7   | رالف هازنهوتل    | اتریش               | ۱ ژوئیه ۲۰۱۶  | ۱۶ می ۲۰۱۸    | 684       | [ ۶۰ ] [ ۶۱ ] |
| 8   | رالف رانگنیک     | آلمان               | ۹ ژوئیه ۲۰۱۸  | ۳۰ ژوئن ۲۰۱۹  | 356       | [ ۶۰ ]        |
| 9   | یولیان ناگلزمان  | آلمان               | 1 ژوئیه ۲۰۱۹  | 30 ژوئن ۲۰۲۱  | 730       | [ ۶۰ ]        |
| 10  | جسی مارش         | ایالات متحده آمریکا | 1 ژوئیه ۲۰۲۱  | 5 دسامبر ۲۰۲۱ | 157       | [ ۶۰ ]        |
| 11  | آخیم بایرلتزر    | آلمان               | 5 دسامبر ۲۰۲۱ | 9 دسامبر ۲۰۲۱ | 4         | Note 1        |
| 12  | دومنیکو تدسکو    | آلمان ایتالیا       | 9 دسامبر ۲۰۲۱ |               | 1332      |               |

## حضور در مسابقات اروپایی
بهترین عملکرد تیم لایپزیگ در مسابقات اروپایی حضور در جمع چهار تیم نهایی لیگ قهرمانان اروپا ۲۰–۲۰۱۹ بود. لایپزیگ در ابتدا در مرحله گروهی بالاتر از تیم‌های زنیت سنت پترزبورگ، لیون و بنفیکا در رتبه اول قرار گرفت و در مرحله گروهی با شکست تیم‌های تاتنهام هاتسپر و اتلتیکو مادرید به نیمه نهایی راه یافت اما با شکست در برابر پاریس سن ژرمن از راه‌یابی به مرحله نهایی بازماند.

### نتایج
| فصل     | مسابقات                    | مرحله                      | باشگاه                             | میزبان | مهمان | مجموع                           |
| ------- | -------------------------- | -------------------------- | ---------------------------------- | ------ | ----- | ------------------------------- |
| ۲۰۱۷–۱۸ | لیگ قهرمانان اروپا ۱۸–۲۰۱۷ | لیگ قهرمانان اروپا ۱۸–۲۰۱۷ | باشگاه فوتبال موناکو               | ۱–۱    | ۴–۱   | 3rd                             |
| ۲۰۱۷–۱۸ | لیگ قهرمانان اروپا ۱۸–۲۰۱۷ | لیگ قهرمانان اروپا ۱۸–۲۰۱۷ | باشگاه فوتبال بشیکتاش              | ۱–۲    | ۰–۲   | 3rd                             |
| ۲۰۱۷–۱۸ | لیگ قهرمانان اروپا ۱۸–۲۰۱۷ | لیگ قهرمانان اروپا ۱۸–۲۰۱۷ | باشگاه فوتبال پورتو                | ۳–۲    | ۱–۳   | 3rd                             |
| ۲۰۱۷–۱۸ | لیگ اروپا ۱۸–۲۰۱۷          | لیگ اروپا ۱۸–۲۰۱۷          | باشگاه فوتبال ناپولی               | ۰–۲    | ۳–۱   | ۳–۳ (قانون گل زده در خانه حریف) |
| ۲۰۱۷–۱۸ | لیگ اروپا ۱۸–۲۰۱۷          | لیگ اروپا ۱۸–۲۰۱۷          | باشگاه فوتبال زنیت سن پترزبورگ     | ۲–۱    | ۱–۱   | ۳–۲                             |
| ۲۰۱۷–۱۸ | لیگ اروپا ۱۸–۲۰۱۷          | لیگ اروپا ۱۸–۲۰۱۷          | باشگاه فوتبال المپیک مارسی         | ۱–۰    | ۲–۵   | ۳–۵                             |
| ۲۰۱۸–۱۹ | لیگ اروپا ۱۹–۲۰۱۸          | لیگ اروپا ۱۹–۲۰۱۸          | باشگاه فوتبال هکن                  | ۴–۰    | ۱–۱   | ۵–۱                             |
| ۲۰۱۸–۱۹ | لیگ اروپا ۱۹–۲۰۱۸          | لیگ اروپا ۱۹–۲۰۱۸          | باشگاه ورزشی یونیورسیتاتئا کرایووا | ۳–۱    | ۱–۱   | ۴–۲                             |
| ۲۰۱۸–۱۹ | لیگ اروپا ۱۹–۲۰۱۸          | لیگ اروپا ۱۹–۲۰۱۸          | باشگاه فوتبال زوریا لوهانسک        | ۳–۲    | ۰–۰   | ۳–۲                             |
| ۲۰۱۸–۱۹ | لیگ اروپا ۱۹–۲۰۱۸          | لیگ اروپا ۱۹–۲۰۱۸          | باشگاه فوتبال سلتیک                | ۲–۰    | ۱–۲   | تیم سوم در گروه                 |
| ۲۰۱۸–۱۹ | لیگ اروپا ۱۹–۲۰۱۸          | لیگ اروپا ۱۹–۲۰۱۸          | باشگاه فوتبال روزنبورگ             | ۱–۱    | ۳–۱   | تیم سوم در گروه                 |
| ۲۰۱۸–۱۹ | لیگ اروپا ۱۹–۲۰۱۸          | لیگ اروپا ۱۹–۲۰۱۸          | باشگاه فوتبال ردبول زالتسبورگ      | ۲–۳    | ۰–۱   | تیم سوم در گروه                 |
| ۲۰۱۹–۲۰ | لیگ قهرمانان اروپا ۲۰–۲۰۱۹ | لیگ قهرمانان اروپا ۲۰–۲۰۱۹ | باشگاه فوتبال بنفیکا               | ۲–۲    | ۲–۱   | تیم اول در گروه                 |
| ۲۰۱۹–۲۰ | لیگ قهرمانان اروپا ۲۰–۲۰۱۹ | لیگ قهرمانان اروپا ۲۰–۲۰۱۹ | باشگاه فوتبال المپیک لیون          | ۰–۲    | ۲–۲   | تیم اول در گروه                 |
| ۲۰۱۹–۲۰ | لیگ قهرمانان اروپا ۲۰–۲۰۱۹ | لیگ قهرمانان اروپا ۲۰–۲۰۱۹ | باشگاه فوتبال زنیت سن پترزبورگ     | ۲–۱    | ۲–۰   | تیم اول در گروه                 |
| ۲۰۱۹–۲۰ | لیگ قهرمانان اروپا ۲۰–۲۰۱۹ | لیگ قهرمانان اروپا ۲۰–۲۰۱۹ | باشگاه فوتبال تاتنهام هاتسپر       | ۳–۰    | ۱–۰   | ۴–۰                             |
| ۲۰۱۹–۲۰ | لیگ قهرمانان اروپا ۲۰–۲۰۱۹ | لیگ قهرمانان اروپا ۲۰–۲۰۱۹ | باشگاه فوتبال اتلتیکو مادرید       | ۲–۱    |       |                                 |
| ۲۰۱۹–۲۰ | لیگ قهرمانان اروپا ۲۰–۲۰۱۹ | لیگ قهرمانان اروپا ۲۰–۲۰۱۹ | باشگاه فوتبال پاری سن-ژرمن         | ۰–۳    |       |                                 |
| ۲۰۲۰–۲۱ | لیگ قهرمانان اروپا ۲۱–۲۰۲۰ | لیگ قهرمانان اروپا ۲۱–۲۰۲۰ | باشگاه فوتبال استانبول باشاک‌شهر    | ۲–۰    | ۴–۳   | تیم دوم در گروه                 |
| ۲۰۲۰–۲۱ | لیگ قهرمانان اروپا ۲۱–۲۰۲۰ | لیگ قهرمانان اروپا ۲۱–۲۰۲۰ | باشگاه فوتبال پاری سن-ژرمن         | ۲–۱    | ۰–۱   | تیم دوم در گروه                 |
| ۲۰۲۰–۲۱ | لیگ قهرمانان اروپا ۲۱–۲۰۲۰ | لیگ قهرمانان اروپا ۲۱–۲۰۲۰ | باشگاه فوتبال منچستر یونایتد       | ۳–۲    | ۰–۵   | تیم دوم در گروه                 |
| ۲۰۲۰–۲۱ | لیگ قهرمانان اروپا ۲۱–۲۰۲۰ | لیگ قهرمانان اروپا ۲۱–۲۰۲۰ | باشگاه فوتبال لیورپول              | ۰–۲    | ۰–۲   | ۰–۴                             |

Source: UEFA.com, Last updated on 18 August 2020

## افتخارات

### لیگ
- بوندس‌لیگا
  - نایب قهرمان ۲۰۱۶–۱۷، ۲۰۲۰–۲۰۲۱
- بوندس‌لیگا ۲ (II)
  - نایب قهرمان ۲۰۱۵–۱۶
- لیگا ۳ (III)
  - نایب قهرمان ۲۰۱۳–۱۴

### جام حذفی
- جام حذفی فوتبال آلمان
  - قهرمان(۲بار):۲۰۲۲-۲۰۲۱ ۲۰۲۳-۲۰۲۲
  - نایب قهرمان (۲ بار): ۲۰۱۸–۱۹، ۲۰۲۰–۲۱

### مسابقات بین‌المللی
- لیگ قهرمانان اروپا
  - نیمه نهایی: لیگ قهرمانان اروپا ۲۰–۲۰۱۹
- لیگ اروپا
  - یک چهارم نهایی: لیگ اروپا ۱۸–۲۰۱۷

### لیگ جوانان
- زیر ۱۹ سال بوندسلیگا
  - قهرمان: ۲۰۱۴–۱۵
- زیر ۱۷ سال بوندسلیگا
  - نایب قهرمان: ۲۰۱۴

### جام حذفی جوانان
- جام حذفی زیر ۱۹ سال
  - قهرمان: ۲۰۱۱–۱۲, ۲۰۱۲–۱۳, ۲۰۱۵–۱۶
- جام حذفی زیر ۱۷ سال
  - قهرمان: ۲۰۱۱–۱۲, ۲۰۱۲–۱۳, ۲۰۱۳–۱۴, ۲۰۱۴–۱۵, ۲۰۱۶–۱۷